# Ajmed Chakáyev
Ajmed Osmánovich Chakáyev (en ruso: Ахмед Османович Чакаев; Jasaviurt, 21 de marzo de 1988) es un deportista ruso de origen daguestano que compite en lucha libre.
Ganó dos medallas de bronce en el Campeonato Mundial de Lucha, en los años 2016 y 2018, y una medalla de plata en el Campeonato Europeo de Lucha de 2017. En los Juegos Europeos de Minsk 2019 obtuvo una medalla de bronce en la categoría de 65 kg.

## Palmarés internacional
| Campeonato Mundial | Campeonato Mundial  | Campeonato Mundial | Campeonato Mundial |
| Año                | Lugar               | Medalla            | Categoría          |
| ------------------ | ------------------- | ------------------ | ------------------ |
| 2016               | Budapest (Hungría)  | Medalla de bronce  | 61 kg              |
| 2018               | Budapest (Hungría)  | Medalla de bronce  | 65 kg              |
| Juegos Europeos    |                     |                    |                    |
| Año                | Lugar               | Medalla            | Categoría          |
| 2019               | Minsk (Bielorrusia) | Medalla de bronce  | 65 kg              |
| Campeonato Europeo |                     |                    |                    |
| Año                | Lugar               | Medalla            | Categoría          |
| 2017               | Novi Sad (Serbia)   | Medalla de plata   | 61 kg              |